# Devoll distrikt
Devollis distrikt (albanska: Rrethi i Devollit) var ett av Albaniens 36 distrikt. Det hade ett invånarantal på 35 000 och en area på 429 kvadratkilometer. Det var beläget i östra Albanien, och dess centralort var Bilishti.